# Jules Dujardin
Pour les articles homonymes, voir Dujardin.
Jules Dujardin, né à Montrouge le 4 février 1857 et mort le 28 mars 1947 dans le 11e arrondissement de Paris,,,, est l'auteur de nombreux ouvrages sur le vin et la chimie œnologique mais également inventeur et fabricant d'instruments de précision œnologiques.

## Prix et distinctions
- Officier de l'ordre du Mérite agricole en 1908.
- Chevalier de la Légion d'honneur le 6 décembre 1904[5].
- Officier d'Académie en 1900.
- Chevalier de l'ordre du Mérite agricole en 1898.

## Publications
- Essai commercial des vins et vinaigres : Avec 66 figures intercalées dans le texte. Examen des raisins -Essai du moût -Dosage de l'alcool, de l'extrait sec, des cendres, du sucre, du tanin, de la glycérine, etc. -Recherche du vin de raisins secs, du plâtre, de l'acide salicylique, de la saccharine, des colorants, etc. -Examen microscopique des vins malades -Analyse et essai des vinaigres, Paris, J.-B. Baillière et Fils, 1892 (lire en ligne).
L'auteur présente son manuel comme une vulgarisation de la chimie œnologique commerciale, mise à la portée de tous. Il est principalement destiné aux négociants pour déceler les manipulations dont le vin est l'objet. Il renferme la description des appareils que les négociants sont appelés à utiliser quotidiennement, ainsi que l'exposé des méthodes pour les dosages et pour les analyses.
- Notice sur les instruments de précision appliqués à l’œnologie : essai des raisins, micrographie des moûts et des vins, vinification, travail des vins mousseux, analyse du vin fait, recherche de ses falsifications, fabrication et analyse des vinaigres, alcoométrie, analyse des alcools et des eaux de vie, législation, lois de répression des fraudes, applications à la pomologie et à la brasserie, Paris, Chez les auteurs, 1928 (lire en ligne) (avec la collaboration de Lucien Dujardin et René Dujardin)
Un des plus considérables ouvrages sur le vin et sa fabrication. Du raisin à la distillation des liqueurs en passant par la législation, étude complète et analyse de tous les outils et procédés. Ouvrage de chimie œnologique avec une préface de Jules Dujardin en collaboration avec son fils Lucien Dujardin.
- Recherches rétrospectives sur l'art de la distillation : Historique de l'alcool, de l'eau-de-vie, des liqueurs, de l'alcoométrie, de l'aréométrie, de l'alambic, par l'image, Paris, Dujardin-Salleron, 1955 (lire en ligne).
C'est une publication de prestige réalisé pour le centenaire de la Maison Salleron-Dujardin.
- Le Dosage de l'alcool dans les vins, la bière, le cidre et les liquides alcooliques en général à l'aide des instruments construits, Paris, Chez l'auteur, 1900 (lire en ligne).